# Yamaha XJ 600
La XJ600 est un modèle de motocyclette populaire produit par la firme Yamaha, apparu en 1984. C'est une machine routière, plutôt maniable, fiable et ne demandant que peu d'entretien.

## Historique
La XJ600 est commercialisée pour la première fois en 1984. Elle se veut la remplaçante des vieillissantes XJ 550 et 650. Elle en reprend le moteur à quatre cylindres en ligne développant 72 chevaux. L'esthétique singe celle de la XJ 750 (avec un cardan), reprenant le carénage tête de fourche. Elle est également livrée avec un sabot moteur en série.

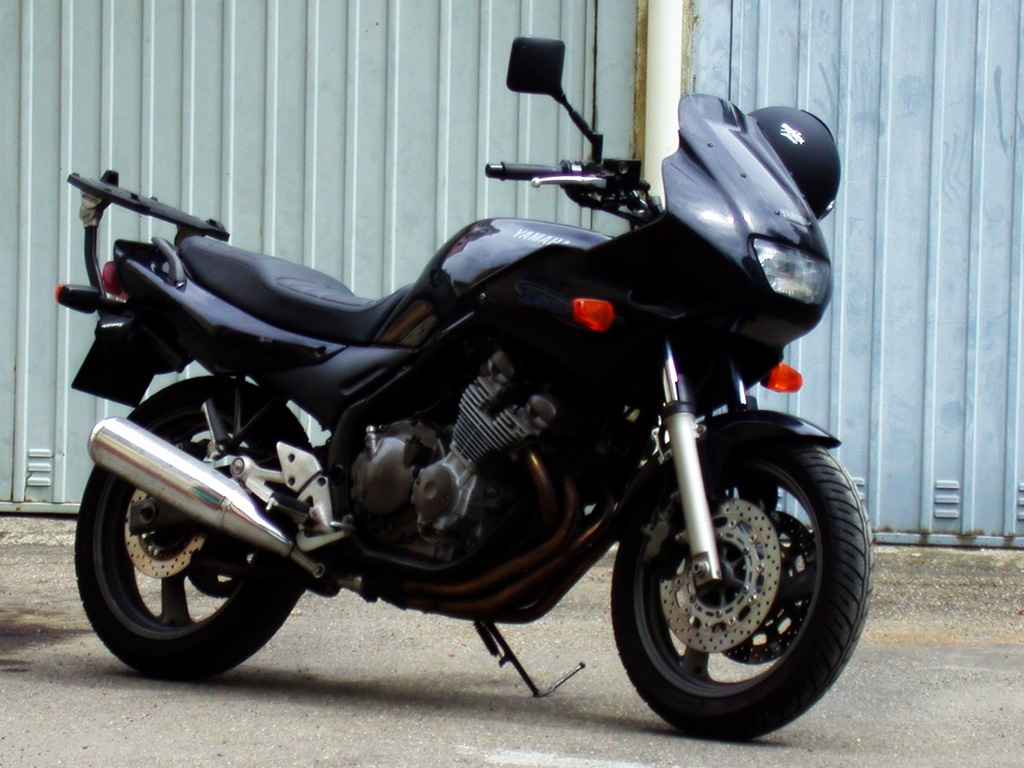
XJ600 Diversion S

En 1992, elle évolue en prenant un look plus moderne. Son appellation change et elle adopte un « vrai nom » : Diversion. Si le bas-moteur reste le même, il est incliné vers l'avant avec une admission plus verticale selon l'architecture "Genesis". Il est néanmoins dégonflé de 11 chevaux, mais sa plage d'utilisation est plus large. Le freinage n'est plus assuré que par un seul disque à l'avant, mais il passe à  298 mm de diamètre. Le disque de frein arrière est plus petit, il ne fait que 245 mm de diamètre.
Elle recevra également des pneumatiques un peu plus grands en 1993 : 110/80 h 17 pour l'avant et 130/70 h 18 pour l'arrière ; et le réservoir d'essence ne fera plus que 17 L (dont 3,5 L de réserve).

Un second disque sera installé à l'avant en 1998. Les performances sont légèrement en retrait, puisque sa vitesse maximale annoncée n'est que de 179 km/h. Le poids est en hausse de 3 kg.

Elle est très appréciée des débutants pour sa prise en main facile, sa hauteur de selle raisonnable et son prix modéré.

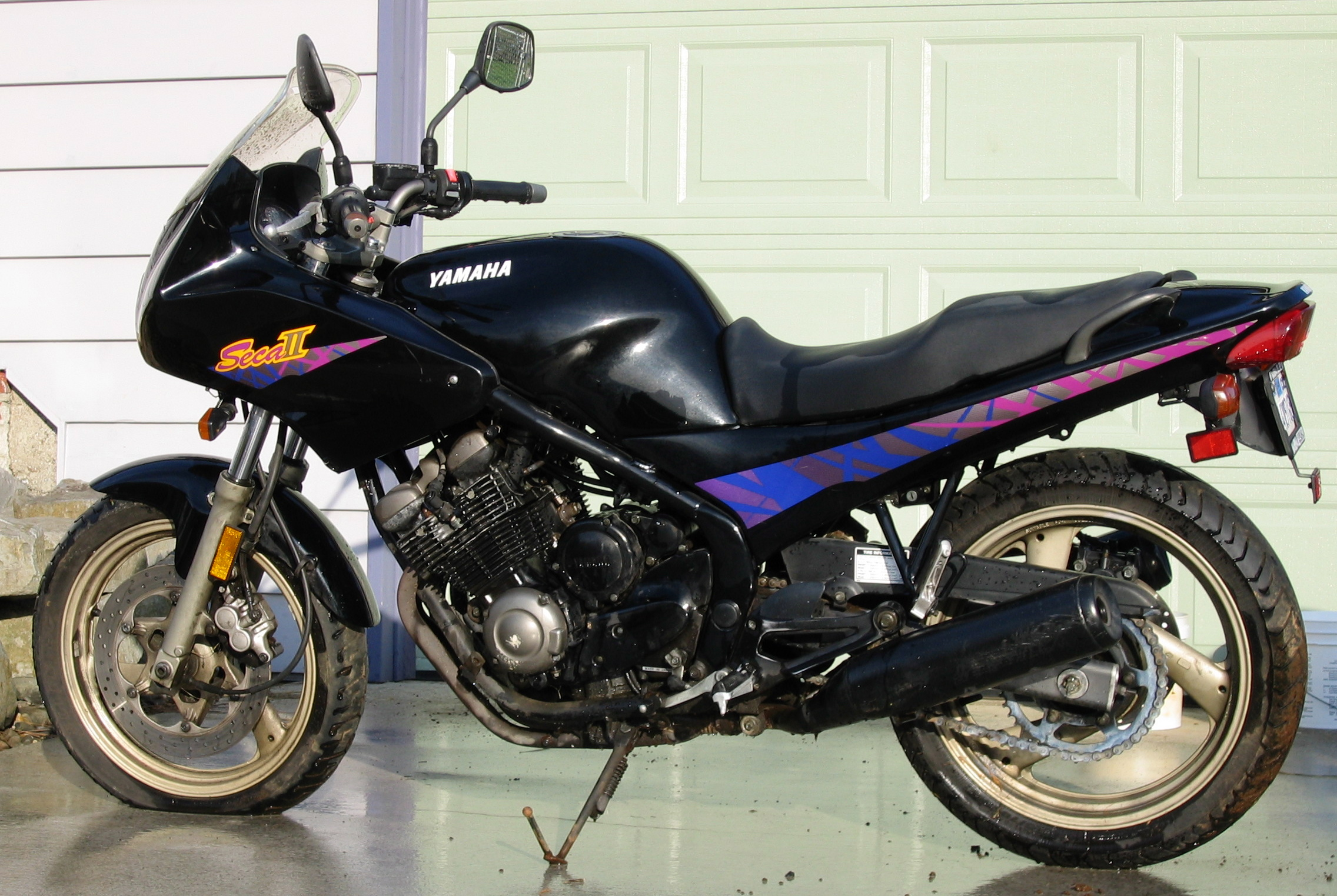
Une Yamaha XJ 600 S 1996 (version US)

En 1994, Yamaha décline une version sur laquelle le carénage tête de fourche est supprimé et remplacé par un simple phare ; cette version sera dénommée XJ600 N (N pour Naked : "Nue" en anglais). La version normale (carénée) se verra alors ajouter la lettre S à sa dénomination.
En 1995, elle est retouchée esthétiquement mais n'évolue que sur des points de détail (notamment le phare et la tête de fourche, la selle...).
En 1998, elle reçoit un second disque à l'avant et la fourche est renforcée, passant de 38mm à 41mm de diamètre.
Elle tire sa révérence fin 2002, victime des nouvelles normes antipollution, et de sa concurrente interne, la 600 Fazer.
En 2009, la Diversion (modèle entièrement nouveau) fait son retour.
En Amérique, la XJ600 a pris le nom de Seca 2 au lieu de Diversion.